# Myra Barry
Myra Barry (* 30. Juni 1957 in Cork, Irland) ist eine frühere irische Lehrerin und Politikerin der Fine Gael. Sie war von 1979 bis 1987 Teachta Dála (Abgeordnete) im Dáil Éireann, dem irischen Unterhaus. 
Barry studierte am St Patrick’s College in Dublin. Mit 22 Jahren wurde sie als eine der jüngsten Abgeordneten am 7. November 1979 im Wahlkreis Cork North East in den Dáil bei einer Nachwahl wegen des im April 1979 verstorbenen Abgeordneten Seán Brosnan gewählt worden. Zu diesem Zeitpunkt saß sie gemeinsam mit ihrem Vater Richard Barry für denselben Wahlkreis im Dáil. Die Nachwahlen 1979 führten schließlich auch zum Rücktritt des Taoiseach Jack Lynch (Fianna Fáil), der seine Mehrheiten nicht mehr organisieren konnte. 
Barry konnte ihren Sitz dann bei den folgenden Wahlen 1981,  im Februar und November 1982 im neuzugeschnittenen Wahlkreis Cork East verteidigen.
Nach ihrer politischen Karriere arbeitete sie als klinische Psychologin.